# 존 B. 페인
존 B. 페인(John B. Payne, 1931년-2016년 12월 2일)은 미국의 저명한 구약학자로서 랭카스터 신학교(Lancaster Theological Seminary)에서 구약교수를 하였다. 미주리주 세인트루이스에서 태어난 그는 텍사스 크리스천 대학교에서 학사, 밴더빌트 대학교에서 박사 그리고 하버드 대학교에서 박사 학위를 받았으며 독일 하이델베르크 대학교에서 수학하였다. 1957년 그리스도의 제자교회에서 목사 안수를 받았고 연합 그리스도 교회에 소속으로 활동하였다. 1968년 일리노이주 피오리아에 있는 브래들리 대학교의 역사학과 종교학 교수를 역임하였다, 에라스무스 신학, 해석학등 많은 주제에 저명한 학자로 평가받는다.

## 참고문헌
- Payne, John B., 'Toward the Hermeneutics of Erasmus', in ScriniumErasmianum, vol. ii,. (Leiden, 1969) 13–49
- Erasmus: His Theology of the Sacraments (1970)